# Détention criminelle en France
Ne doit pas être confondu avec Réclusion criminelle en France.
En droit français, la détention criminelle est une peine criminelle, privative de liberté de minimum 10 ans, se traduisant par une incarcération au sein d'un établissement pour peines (maison centrale ou centre de détention). La détention criminelle, bien que similaire à la réclusion criminelle, s'en distingue dans le fait qu'elle soit réservée aux peines de prison prononcées en présence de crimes qualifiés de politiques.

## Historique
La détention criminelle est créée sous la Cinquième République par l'ordonnance du 4 juin 1960 en remplacement de la déportation.
La déportation a été introduite au XVIIIe siècle, pour se substituer à la peine de mort pour les crimes contre la sûreté de l'État en cas de circonstances atténuantes. Peine afflictive et infamante, souvent utilisée pour châtier les « délits politiques », la déportation arrivait en effet après la peine de mort et les travaux forcés à perpétuité. Elle n'est pas appliquée jusqu'en 1848, date à laquelle l'abolition de la peine de mort pour les crimes politiques lui donne toute son importance. La déportation se distingue de la « transportation » en tant que mode d'exécution de la peine des travaux forcés, prononcée pour les condamnés de droit commun. Elle se distingue aussi de la « relégation », qui est une peine supplémentaire pouvant être appliquée, à partir de la loi instaurant la relégation des récidivistes, en cas de récidive. Le droit français prévoyait que le lieu de déportation soit fixé par la loi.

## Description
Prononcée par une cour d'assises et prévue par l'article 131-1 du Code pénal, elle peut être limitée dans le temps (entre 10 et 30 ans) ou à perpétuité. La durée de la détention criminelle à temps est de dix ans au moins. La détention criminelle peut être assortie d'une période de sûreté.
La peine de détention criminelle encourue sera, selon la gravité du crime commis :
- à perpétuité
- de trente au plus ;
- de vingt ans au plus ;
- de quinze ans au plus.

L'article 3 de la Convention européenne des droits de l'homme dispose que « nul ne peut être soumis à la torture ni à des peines ou traitements inhumains ou dégradants ». La Cour européenne des droits de l'homme considère qu'une condamnation à perpétuité est compatible avec la Convention en raison de la possibilité de la personne condamnée de voir son jugement révisé en cas de bonne conduite.

## Réclusion criminelle et détention criminelle
Le nom d'une peine de prison varie en fonction de la qualification de l'infraction. En matière criminelle, il faut distinguer la réclusion criminelle de la détention criminelle. Il s'agit des dénominations des peines de prison prononcée en présence de crimes suivant que le crime est qualifié de politique ou non.
- La réclusion criminelle consiste à détenir une personne pour un temps prescrit par une décision de justice. Auparavant, il existait la peine de mort, la déportation ou les travaux forcés. Pour un crime, la peine maximale est la réclusion criminelle à perpétuité.
- en cas de crime politique, la peine de prison se nomme détention criminelle.

## Détention criminelle à perpétuité
En France, la réclusion criminelle à perpétuité s’applique aux crimes de droit commun et la détention criminelle à perpétuité aux crimes que l’on qualifie couramment de « politiques ». Cette distinction existe depuis des décennies ; avant 1981 et la loi Badinter qui abolit la peine de mort, les criminels de droit commun condamnés à mort étaient guillotinés et les autres criminels, fusillés par un peloton d’exécution. Il est à noter que les actes terroristes ne sont pas punis de détention criminelle et ne sont donc pas reconnus comme des infractions politiques (comme l’espionnage par exemple).